# Rhyacia clemens
Rhyacia clemens là một loài bướm đêm trong họ Noctuidae.